# Anton Koberger

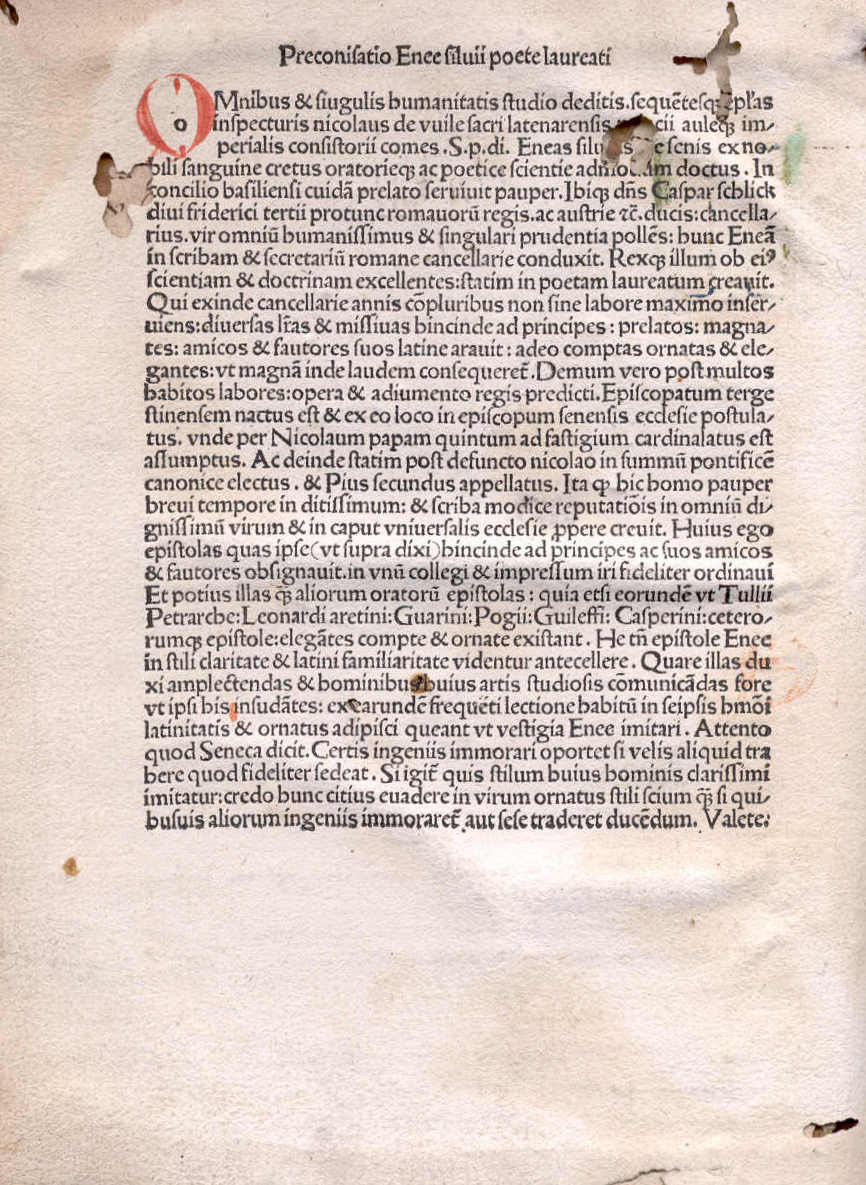
Eneas Sylvius Piccolomini (paus Pius II), Epistolae, gedrukt in 1496 door Anton Koberger in Neurenberg

Anton Koberger (1445 – 1513) was een van de belangrijkste drukkers van de vijftiende en zestiende eeuw.
Beroemde incunabelen van zijn hand zijn bijvoorbeeld de Kobergerbijbel uit 1483 en de Kroniek van Neurenberg van Hartmann Schedel, gedrukt in 1493. Koberger combineerde drukken, publiceren en boekverkoop. Hij deed dat op grote schaal, in een vorm van vroeg kapitalisme. Koberger had 24 persen en opende drukkerijen in Bazel, Straatsburg en Lyon. Uiteindelijk werd hij door de gilden daar gedwongen zich alleen op handel te concentreren. De Kroniek van Neurenberg uit 1493 was een van zijn beroemdste werken. De erven van Koberger konden zijn handel uiteindelijk niet voortzetten.